# Andrzej Ćwierz

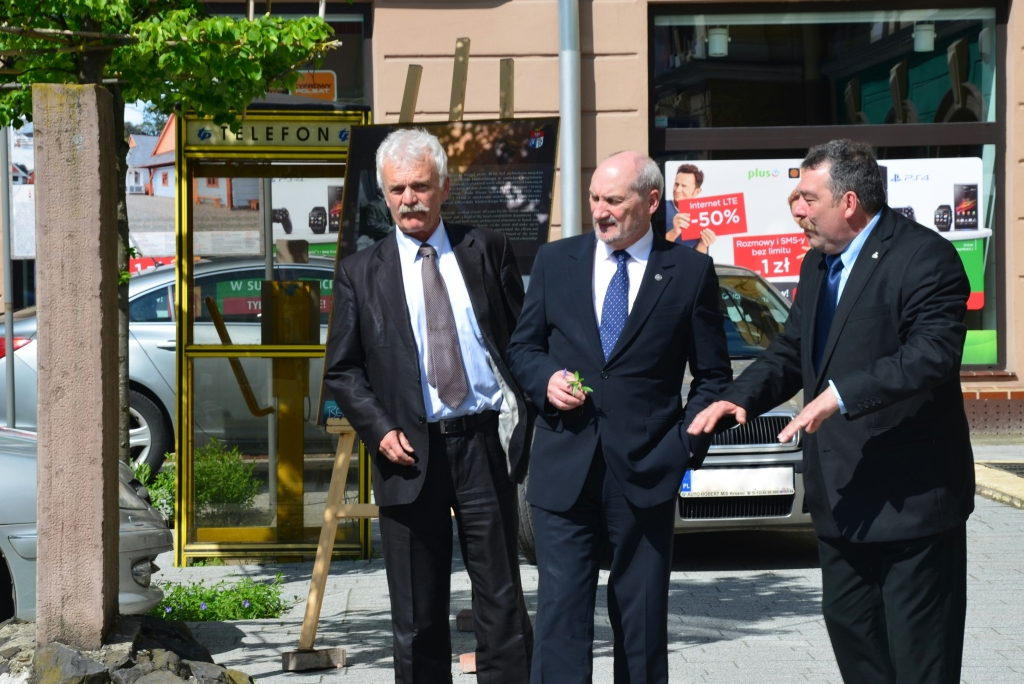
Andrzej Ćwierz (links) mit Antoni Macierewicz und Andrzej Budzicki (2014)

Andrzej Bogusław Ćwierz (* 20. August 1947 in Przeworsk) ist ein polnischer Politiker (PP, PiS). Er war von 2005 bis 2011 Abgeordneter des Sejm in der V. und VI. Wahlperiode.

## Leben und Beruf
1973 beendete Ćwierz das Physikstudium an der Jagiellonen-Universität in Krakau, 1987 promovierte er an der Berg- und Hüttenakademie Krakau (AGH). 1974 bis 1975 und 1979 bis 1990 forschte er an der AGH, in den Jahren 1975 bis 1979 er an der Technischen Universität Rzeszów. Von 1990 bis 2005 unterrichtete er Physik am Allgemeinbildenden Lyceum in Jarosław.

## Politik
Ćwierz war zunächst Mitglied der Przymierze Prawicy (PP). Für diese kandidierte er bei der Parlamentswahl 2001 erfolglos auf der Liste der Prawo i Sprawiedliwość (PiS) zum Sejm. Nach Auflösung der PP 2002 trat er der PiS bei. Bei den Parlamentswahlen 2005 wurde er mit 6.161 Stimmen über die Liste der PiS für den Wahlkreis Krosno in den Sejm gewählt. Bei den Parlamentswahlen 2007 errang er mit 6.903 Stimmen erneut ein Abgeordnetenmandat für die PiS. Er war Mitglied der Sejm Kommissionen für Auswärtige Angelegenheiten sowie Erziehung, Wissenschaft und Jugend. Zudem wurde er in die Parlamentarische Versammlung des Europarates gewählt. Bei den Parlamentswahlen 2011 trat Ćwierz wieder im Wahlkreis 22 an, erlangte jedoch mit 5.799 Stimmen kein Mandat.
Bei den Europawahlen 2004, 2009 und 2014 kandidierte er jeweils erfolglos für die PiS. Bei den Selbstverwaltungswahlen 2014 und 2018 kandidierte er jeweils ohne Erfolg für den Sejmik der Woiwodschaft Karpatenvorland. 2019 rückte er für Teresa Pamuła, die in den Sejm gewählt worden war, in den Sejmik nach. Bei den Selbstverwaltungswahlen 2024 kandidierte er nicht erneut.